# Żywoty cezarów

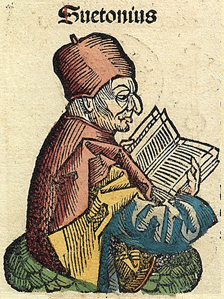
Swetoniusz (ilustracja z XV-wiecznej Kroniki norymberskiej)

Żywoty cezarów (łac. De vita Caesarum) – zbiór biografii dwunastu rzymskich władców (od Juliusza Cezara do Domicjana), autorstwa pisarza i historyka Swetoniusza. Dzieło dedykowane było Gajuszowi Septycjuszowi Clarusowi, prefektowi pretorianów, będącemu protektorem autora.
Żywoty cezarów powstały ok. 120–121 roku, gdy Swetoniusz piastował stanowisko sekretarza kancelarii (ab epistulis Latinis) Hadriana, co umożliwiało mu korzystanie z dokumentacji cesarskiego archiwum. Mimo to jego dzieło uznane jest za oparte bardziej na plotkach i cytatach z historyków wczesnego cesarstwa niż na źródłach archiwalnych. Zawiera jednak cenne informacje dotyczące życia, kariery politycznej, wyglądu zewnętrznego czy nawyków pierwszych cesarzy rzymskiego imperium, które nie występują w innych źródłach.
Dzieło w 8 księgach, podzielone na 12 części, zawiera tyleż biografii w porządku chronologicznym:
- Boski Juliusz – księga I (89 rozdziałów)
- Boski August – księga II (101 rozdziałów)
- Tyberiusz – księga III (76 rozdziałów)
- Gajus Kaligula – księga IV (60 rozdziałów)
- Boski Klaudiusz – księga V (46 rozdziałów)
- Nero – księga VI (57 rozdziałów)
- Galba – księga VII (23 rozdziały)
- Oton – księga VII (12 rozdziałów)
- Witeliusz – księga VII (18 rozdziałów)
- Boski Wespazjan – księga VIII (25 rozdziałów)
- Boski Tytus – księga VIII (11 rozdziałów)
- Domicjan – księga VIII (23 rozdziały)

Do Żywotów Swetoniusza nawiązywała pomyślana jako ich kontynuacja Historia Augusta, powstała jako zbiorowe dzieło autorskie w czasach późniejszych.